# Jairo Zulbarán
Jairo Luís Zulbarán mais conhecido como Calanche (7 de janeiro de 1970 - 15 de março de 2002) foi um futebolista profissional colombiano que atuava como atacante.

## Carreira
Calanche representou a Seleção Colombiana de Futebol nas Olimpíadas de 1992.